# فرودگاه فالکونارا
فرودگاه فالکونارا (به انگلیسی: Falconara Airport) (به زبان بومی: Aeronautica Militare Falconara) یک فرودگاه غیرنظامی و نظامی با کد یاتا AOI است . این فرودگاه در کشور ایتالیا قرار دارد .